# Chappe (cràter)
Chappe és un cràter d'impacte que es troba al llarg de l'extremitat sud-oest de la Lluna. Està gairebé unit a l'extrem nord de la plana emmurallada del cràter Hausen, i a la mateixa distància del cràter Pilâtre. Cap al nord-nord-oest apareix Blanchard.

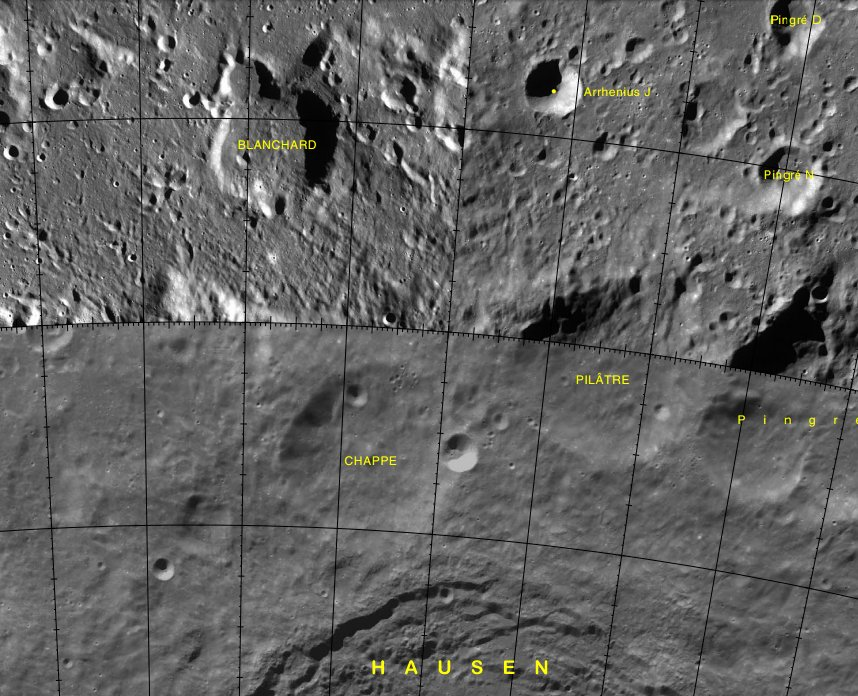
Localització de Chappe (centre inferior de la imatge)

Aquest cràter es troba al llarg de l'exterior de les rampes del cràter Hausen, molt més gran, i està envoltat per un terreny desigual poblat de pujols. La vora és més o menys circular, amb un petit cràter situat al llarg de la vora oriental. Les parets interiors i el fons del cràter són desiguals, sobretot a la meitat occidental.
Aquest cràter va ser designat originalment Hausen A, abans que la UAI canviés el seu nom.
Chappe es troba a sud de la Conca Mendel-Rydberg, una àmplia depressió de 630 km d'extensió producte d'un impacte del període Nectarià.